# Реблінко
Реблінко (пол. Reblinko) — село в Польщі, у гміні Кобильниця Слупського повіту Поморського воєводства.
У 1975-1998 роках село належало до Слупського воєводства.